# Zygota congener
Zygota congener är en stekelart som först beskrevs av Zetterstedt 1840.  Zygota congener ingår i släktet Zygota, och familjen hyllhornsteklar. Arten är reproducerande i Sverige.